# Wereldkampioenschap voetbal 2006 (Groep F) Brazilië - Australië
Deze pagina is een subpagina van het artikel Wereldkampioenschap voetbal 2006. Hierin wordt de wedstrijd in de groepsfase in groep F tussen  Brazilië en  Australië gespeeld op 18 juni 2006 nader uitgelicht.

## Nieuws voorafgaand aan de wedstrijd
- 15 juni - De Braziliaanse steraanvaller Ronaldo werd de nacht na de wedstrijd tegen Kroatië naar een ziekenhuis gebracht. Hij klaagde over hoofdpijn en misselijkheid, maar na onderzoek bleek hij gezond. Rond 1u arriveerde hij terug in het hotel van de Brazilianen en trainde de dag erop gewoon mee met de eerste ploeg.
- 15 juni - Guus Hiddink, de Australische bondscoach, zou overwegen om enkele van zijn sterspelers aan de kant te houden. Met name Tim Cahill, John Aloisi, Vince Grella en Craig Moore die alle vier in de eerste wedstrijd geel behaalden zou hij willen sparen voor het duel tegen Kroatië.
- 12 juni - Het Australisch voetbalelftal staat voorafgaand aan deze wedstrijd verrassend op de eerste plek na de 3-1-overwinning tegen het Japans voetbalelftal. De Brazilianen wonnen "maar" met 1-0 van het Kroatisch voetbalelftal en staat daardoor tweede.

## Voorbeschouwing
- Ronaldo begint bij Brazilië in de basis en krijgt de kans om alle kritiek op hem te weerleggen. Tegen Kroatië was de spits, die deze week onwel werd, onzichtbaar. De hele wereldpers viel over hem heen na zijn matte optreden.
- Guus Hiddink heeft drie wijzigingen doorgevoerd ten opzichte van het duel met Japan. Cahill, Popović en Sterjovski spelen in plaats van Bresciano, Kewell en Wilkshire.
- De winnaar van deze wedstrijd is zeker van een plaats in de volgende ronde, omdat Japan en Kroatië gelijk hebben gespeeld.
- Er staan twee ervaren bondscoaches tegenover elkaar. Hiddink heeft 15 WK-duels achter zijn naam staan en Parreira 16. Hij had eerder Koeweit (1982), de Verenigde Arabische Emiraten (1990), Brazilië (1994) en Saoedi-Arabië (1998) onder zijn hoede.

## Wedstrijdgegevens
| Datum                | 18 juni 2006                         | 18 juni 2006                         |
| Stadion              | Allianz Arena, München               | Allianz Arena, München               |
| Toeschouwers         | 66.000                               | 66.000                               |
| Scheidsrechter       | Markus Merk                          | Markus Merk                          |
| Assistenten          | Christian Schraer Jan-Hendrik Salver | Christian Schraer Jan-Hendrik Salver |
| Vierde man           | Marco Rodríguez                      | Marco Rodríguez                      |
| Man van de wedstrijd | Zé Roberto                           | Zé Roberto                           |
|                      | Brazilië                             | Australië                            |
| Doelpunten           | 2                                    | 0                                    |
| Gele kaarten         | 0                                    | 0                                    |
| Rode kaarten         | 0                                    | 0                                    |
| Wissels              | 0                                    | 0                                    |
| Schoten op doel      | 0                                    | 0                                    |
| Schoten naast doel   | 0                                    | 0                                    |
| Overtredingen        | 0                                    | 0                                    |
| Hoekschoppen         | 0                                    | 0                                    |
| Buitenspel           | 0                                    | 0                                    |
| Strafschoppen        | 0                                    | 0                                    |
| Balbezit (tijd)      | 00'00"                               | 00'00"                               |
| Balbezit (%)         | 0%                                   | 0%                                   |

| Brazilië                                                                                           | 2 – 0           | Australië |
| Adriano 49' Fred 89'                                                                               | goals (assists) | |
| Carlos Alberto Parreira                                                                            | bondscoach      | Guus Hiddink |
| Dida Cafú Lúcio Juan Emerson 72' Roberto Carlos Adriano 88' Kaká Ronaldo 72' Ronaldinho Zé Roberto | opstellingen    | Mark Schwarzer Lucas Neill 69' Craig Moore 56' Tim Cahill Jason Čulina 41' Tony Popović Brett Emerton Mark Viduka Vince Grella Scott Chipperfield Mile Sterjovski |
| Robinho 72' Gilberto Silva 72' Fred 88'                                                            | wissels         | 41' Marco Bresciano 56' Harry Kewell 69' John Aloisi |
| | gele kaarten    | |
| | rode kaarten    | |

## Nabeschouwing
- Brazilië is door naar de volgende ronde en Australië moet in de laatste wedstrijd tegen Kroatië aan de bak.

## Overzicht van wedstrijden
| Groepswedstrijden | | | |
| Groep A | Groep B | Groep C | Groep D |
| Duitsland - Costa Rica Polen - Ecuador Duitsland - Polen Ecuador - Costa Rica Ecuador - Duitsland Costa Rica - Polen             | Engeland - Paraguay Trinidad en Tobago - Zweden Engeland - Trinidad en Tobago Zweden - Paraguay Zweden - Engeland Paraguay - Trinidad en Tobago | Argentinië - Ivoorkust Servië en Montenegro - Nederland Argentinië - Servië en Montenegro Nederland - Ivoorkust Nederland - Argentinië Ivoorkust - Servië en Montenegro | Mexico - Iran Angola - Portugal Mexico - Angola Portugal - Iran Portugal - Mexico Iran - Angola                               |
| Groep E | Groep F | Groep G | Groep H |
| Italië - Ghana Verenigde Staten - Tsjechië Italië - Verenigde Staten Tsjechië - Ghana Tsjechië - Italië Ghana - Verenigde Staten | Australië - Japan Brazilië - Kroatië Brazilië - Australië Japan - Kroatië Japan - Brazilië Kroatië - Australië                                  | Frankrijk - Zwitserland Zuid-Korea - Togo Frankrijk - Zuid-Korea Togo - Zwitserland Togo - Frankrijk Zwitserland - Zuid-Korea                                           | Spanje - Oekraïne Tunesië - Saoedi-Arabië Spanje - Tunesië Saoedi-Arabië - Oekraïne Saoedi-Arabië - Spanje Oekraïne - Tunesië |
| Achtste finales | | | |
| Duitsland - Zweden Argentinië - Mexico                                                                                           | Italië - Australië Zwitserland - Oekraïne | Engeland - Ecuador Portugal - Nederland | Brazilië - Ghana Spanje - Frankrijk                                                                                           |
| Kwartfinales | | | |
| Duitsland - Argentinië | Italië - Oekraïne | Engeland - Portugal | Brazilië - Frankrijk |
| Halve finales | | | |
| Duitsland - Italië | Duitsland - Italië | Portugal - Frankrijk | Portugal - Frankrijk |
| Troostfinale | | | |
| Duitsland - Portugal | | | |
| Finale | | | |
| Italië - Frankrijk | | | |